# Lycia duplicaria
Lycia duplicaria là một loài bướm đêm trong họ Geometridae.